# 原光隆
原 光隆（はら みつたか、1959年8月26日 - ）は、元東海ラジオ放送アナウンサーで、現在はフリーアナウンサー・タレント。

## 来歴・人物
愛知県田原市出身。愛知県立成章高等学校、立教大学社会学部社会学科卒業。立大では放送研究会に所属、同会の先輩には上柳昌彦（元ニッポン放送）、後輩には川端健嗣（元フジテレビ）、寺崎貴司（元テレビ朝日）らがいた。「有名人と話がしたくて」アナウンサーになったとインタビューで答えていた。
1983年に東海ラジオに入社。一度アナウンサーになった後、2003年まで事業部に所属していたが、アナウンス課の課長として復帰し、のちに、報道部長に異動した。
2019年8月29日に60歳となり、同日をもって東海ラジオを定年退職。9月1日よりフリーアナウンサー、ラジオパーソナリティとして東海ラジオを中心に活動する。

## 出演番組

### 現在
- サンキューイブニング（ラジオサンキュー、2023年3月6日 - 、毎月第1・3・5月曜日）
- first touch（TOKAI RADIO、安蒜豊三or村上和宏休暇時の代打→金曜日担当（2024年4月5日-）→全曜日（単独）担当（2025年4月[5] [注 1] -）

### 過去
東海ラジオ
- とびっきりNiGHT（火曜日2部、1984年11月-1985年10月）[1]
- 今夜恭子とペガサスと（後藤恭子と共演）
- ここがSF一丁目（レポーター→1988年4月から金曜メインパーソナリティ、1986年10月-1988年9月）[1]
- 朝はゆき色 ラジオいろ（兵藤ゆきと共演）
- ロックンロール・ノイズ（1987年4月-）
- うたワイドベスト50（1988年10月-1989年3月）
- 今夜もチョットいい話（マルシアと共演、1989年4月-）
- 原光隆のミネラルワイド（土曜日 6時45分-8時45分、1992年10月-1994年10月）
- 朝はラジオで新呼吸（土曜日 7時-8時45分[6]、1994年10月-1995年4月）
- 原光隆のいきいきワイド（平日夕方に放送。1995年4月-1997年4月）
- 原光隆の土曜はごきげん（土曜9時-12時、2004年4月-2006年3月）
- 美味時間（月曜日・火曜日 12時-13時）
- サンデー・イン・ザ・パーク（2007年12月- ）
- はやおきラジオ 水谷ミミです（日曜日 6時30分-9時）
- ミッドナイト東海21（2010年4月の放送から2012年9月まで金曜日を担当）
- SFビートクラブ（土曜日深夜　26時30分-27時）
- 原光隆 ニュースファイル（月曜日 20時-20時30分、2014年9月まで）
- 矢野きよ実の朝は矢野流（平日 7:00 - 9:00、2014年9月29日 - 2017年9月29日）
- 原光隆 はやバン! （平日 6:00 - 7:00、2014年9月29日 - 2018年9月28日）
- 小島一宏 モーニングッド!（ニュースデスク、平日 7:00 - 9:00、2017年10月2日 - 2018年9月28日）※番組開始の2017年10月から3月の間、月曜日の8:20以降はエンディングまで小島に代わって番組を進行していた[7]。
- なごやか寄席（案内役、2018年10月6日 - 2019年3月23日）
- 歌謡曲主義 26時の歌謡曲（木曜、2018年10月4日 - 2020年3月26日）
- 原光隆の歌謡曲主義[8]（日曜パーソナリティ、2018年10月7日 - 2022年3月27日 ）
- 定時ニュース
- 東海ラジオの放送開始（オープニング）と放送終了（クロージング）のアナウンス（2008年10月-）[9]

など

## CM
過去のものも含む。
- JA愛知みなみ
- 無限堂
- 愛知県法人会連合会
- 串かつ玉家
- 文化シヤッター
- JAあいち豊田（2012年 - 、荒木雅博、山崎武司と共演しているほか、原単独で出演しているバージョンもある）
- おかしの里 もりや（山崎聡子と担当）
- 大黒屋仏壇店
- ヤマダ電機2012&大処分蚤の市inナゴヤドーム
- 仏壇仏具のよこい（2012年）

など

## エピソード
- 趣味は映画鑑賞。自分が見た映画を、前後半に分けて自身の東海ラジオアナウンサーブログで紹介しているほか、原が出演する番組では映画の話題を中心とするコーナーがしばしば組まれることがある。
  - 「サンデー・イン・ザ・パーク」では、年末になると番組コーナーの「ようこそ イン・ザ・パーク」にゲストとして出演し、パーソナリティの上田定行や青山紀子とともにベスト3を紹介している。
  - 「矢野きよ実の朝は矢野流」では、毎週金曜日に自身のコーナーである「原流映画道」で、独自の視点で映画を紹介していた[10]。